# Прокопий Кесарийски
Вижте пояснителната страница за други личности с името Прокопий.
Прокопий Кесарийски (на гръцки: Προκόπιος; на латински: Procopius, ок. 500 г. – ок. 565 г.) е бележит източноримски учен от семейството на Прокопиите. Той обикновено е смятан за последния значим античен историк.

## Живот
Освен неговите собствени трудове, основен източник за живота на Прокопий е един текст в „Свидас“, византийска енциклопедия от 10 век, който не казва нищо за ранния му живот. За рождено място обикновено се приема Кесария (днешен Израел). Знае се обаче, че е получил образование по старогръцки и латински език и литература (класическа филология), посещавал е училище по право, вероятно в Берит, и е станал „ретор“ (адвокат). През 527 г., първата година на управлението на императора на Източната Римска империя Юстиниан I, той става „асесор“ (юридически съветник) на Велизарий, главнокомандващ войските на Юстиниан, който тогава е в началото на блестяща кариера.
Прокопий е на източния фронт с Велизарий, докато последният е победен в битката при Калиникум през 531 г. и е отзован в Константинопол. Прокопий е свидетел на въстанието Ника от януари 532 г., което е потушено от Велизарий и генерал Мунд с клане на Хиподрума. През 533 г. той придружава Велизарий в победната му експедиция във войната срещу Вандалското кралство в Северна Африка, взема участие в завземането на Картаген и остава в Африка с наследника на Велизарий Соломон, когато Велизарий се връща в Константинопол. Но той се събира отново с Велизарий за кампанията му срещу Остготското кралство в Италия и преживява готската обсада на Рим, която продължава година и девет дни и завършва в средата на март 538 г. Той е свидетел на влизането на Велизарий в готската столица Равена през 540 г. Книга осма на „За войните“ и „Тайната история“ подсказват, че отношенията му с Велизарий след това са охладнели. Когато Велизарий е изпратен обратно в Италия през 544, за да се справи с подновената война от готите, този път водени от способния крал Тотила, Прокопий вече не е сред приближените му.
Не е известно кога самият Прокопий умира и историкът Джеймс Хауърд-Джонсън датира смъртта му в 554 г., но през 562 г. има градски префект на Константинопол, който се нарича Прокопий. В тази година Велизарий е замесен в заговор и е изправен пред този градски префект.

## Творби
- Прокопий. De Aedificiis.   ок. 550 AD.
- „История на Юстиниановите войни“
- „Тайната история“